# Thysochromis
Thysochromis ist eine Fischgattung aus der Familie der Buntbarsche (Cichlidae), die im tropischen Westafrika von der Elfenbeinküste (Bia, Comoé) über Benin (Ouémé) bis in das bewaldete nigerianische Tiefland (Ogun, Oshun, Nigerdelta, Ethiope, Calabar, Great Kwa River und unterer Cross River), sowie im Stromgebiet des Ogooué (Gabun) und im Kouilou (Republik Kongo) verbreitet ist.

## Merkmale
Thysochromis-Arten werden 7,0 bis 8,5 cm lang. Ihr Körper ist eiförmig, hochrückig und seitlich deutlich abgeflacht. Die Körperhöhe beträgt 35,8 bis 47,0 % der Standardlänge, die Kopflänge macht 31,7 bis 40,2 % der Standardlänge aus. Die Stirnlinie ist steiler als die untere Profillinie des Kopfes. Das Maul verläuft schräg nach unten, ist klein, endständig und mit drei bis fünf Zahnreihen besetzt. Die Zähne der äußeren Reihe sind konisch, einspitzig und gleichmäßig verteilt. Der Schwanzflossenstiel ist kurz und höher als lang.
Die Arten der Gattung wurden ursprünglich in die Gattung Pelmatochromis gestellt, unterscheiden sich von dieser aber durch eine hängende Ausstülpung des Schlunddachs, die fehlenden Mikrobranchiospinen auf dem zweiten, dritten und vierten Kiemenbogen und dem Fehlen des typischen Tiapia- bzw. Pelmatochromis-Flecks auf dem weichstrahligen Teil der Rückenflosse. Die ersten beiden Merkmale stellen die Gattung in die Verwandtschaft mit Chromidotilapia (Tribus Chromidotilapiini).
- Flossenformel: Dorsale XV–XVI/9–11, Anale III/7–9.
- Schuppenformel: 2,5–3/27–29//12.

Thysochromis-Arten sind Höhlenbrüter und gehen während der Fortpflanzungszeit eine Paarbindung ein.

## Arten
- Fünffleckbuntbarsch, (Thysochromis ansorgii Boulenger, 1901) (Typusart)
- Thysochromis emili Walsh, Lamboj & Stiassny, 2019